# Antoine François Péré
Antoine François Péré, né le 6 septembre 1746, mort le 9 janvier 1835, est un homme politique français.

## Biographie
Né le 6 septembre 1746 à Arcizac-Adour (Hautes-Pyrénées), il était président du tribunal criminel de son département lorsqu'il fut élu le 25 germinal an V député des Hautes-Pyrénées au Conseil des Anciens par 77 voix sur 103 votants. Secrétaire de cette assemblée, il combattit le projet relatif à l'action en rescision, fit un rapport sur les poursuites à exercer contre les individus qui recèlent des déserteurs, un autre sur le traitement des juges, parla sur l'arbitrage forcé, les frais de procédure, le nouveau système monétaire. Il ne se montra pas hostile au coup d'État de Bonaparte et fut admis le 19 brumaire an VIII à faire partie de la commission intermédiaire. Le 4 nivôse suivant, il fut appelé à siéger au Sénat conservateur. 
Il fut fait commandeur de la Légion d'honneur le 25 prairial an XII, et fut créé comte d'Empire le 26 avril 1808. 
Il soutint le régime impérial, mais se rallia en 1814 à la déchéance de l'empereur. Il fut nommé Pair de France par une ordonnance royale le 4 juin 1814.
Ayant prêté serment en 1830 au gouvernement de Louis-Philippe, il siégea jusqu'à sa mort survenue à Tarbes le 9 janvier 1835.

## Sources
- « Antoine François Péré », dans Adolphe Robert et Gaston Cougny, Dictionnaire des parlementaires français, Edgar Bourloton, 1889-1891 [détail de l’édition]